# Víctor Guaglianone
Víctor Guaglianone (Montevideo, Uruguay; 24 de septiembre de 1936) es un exfutbolista de Uruguay que jugaba en la posición de delantero centro.

## Carrera

### Club
| Periodo   | Club                 |
| --------- | -------------------- |
| 1954-1960 | Montevideo Wanderers |
| 1960-1961 | SS Lazio             |
| 1961      | Nacional de Uruguay  |
| 1962-1963 | Montevideo Wanderers |
| 1964      | 9 de Octubre FC      |
| 1965      | Deportivo Galicia    |
| 1966      | Danubio FC           |
| 1967      | Atlético Bucaramanga |
| 1968      | CA Progreso          |
| 1969      | Colón FC             |

### Selección nacional
Debutó con Uruguay el 8 de marzo de 1959 en la victoria por 7-0 sobre Bolivia en Buenos Aires por la Copa América 1959 de Argentina, partido en el que marcó su primer gol internacional. Jugó ocho partidos internacionales y anotó cuatro goles hasta su último partido internacional el 13 de julio de 1960 en la victoria por 2-1 sobre Paraguay en Montevideo por la Copa del Atlántico.
| N.º | Fecha              | Sede                                                 | Rival   | Marcador | Resultado | Torneo                                       |
| --- | ------------------ | ---------------------------------------------------- | ------- | -------- | --------- | -------------------------------------------- |
| 1   | 8 de marzo de 1959 | Estadio Monumental de Nuñez, Buenos Aires, Argentina | Bolivia | 3–0      | 7–0       | 1959 South American Championship (Argentina) |
| 2   | 1 de junio de 1960 | Estadio Nacional, Santiago de Chile                  | Chile   | 2–1      | 3–2       | Amistoso                                     |
| 3   | 5 de junio de 1960 | Estadio Centenario, Montevideo, Uruguay              | Chile   | 1–1      | 2–2       | Amistoso                                     |
| 4   | 5 de junio de 1960 | Estadio Centenario, Montevideo, Uruguay              | Chile   | 2–1      | 2–2       | Amistoso                                     |

## Logros
- Copa América: 1959[2]